# Herní design

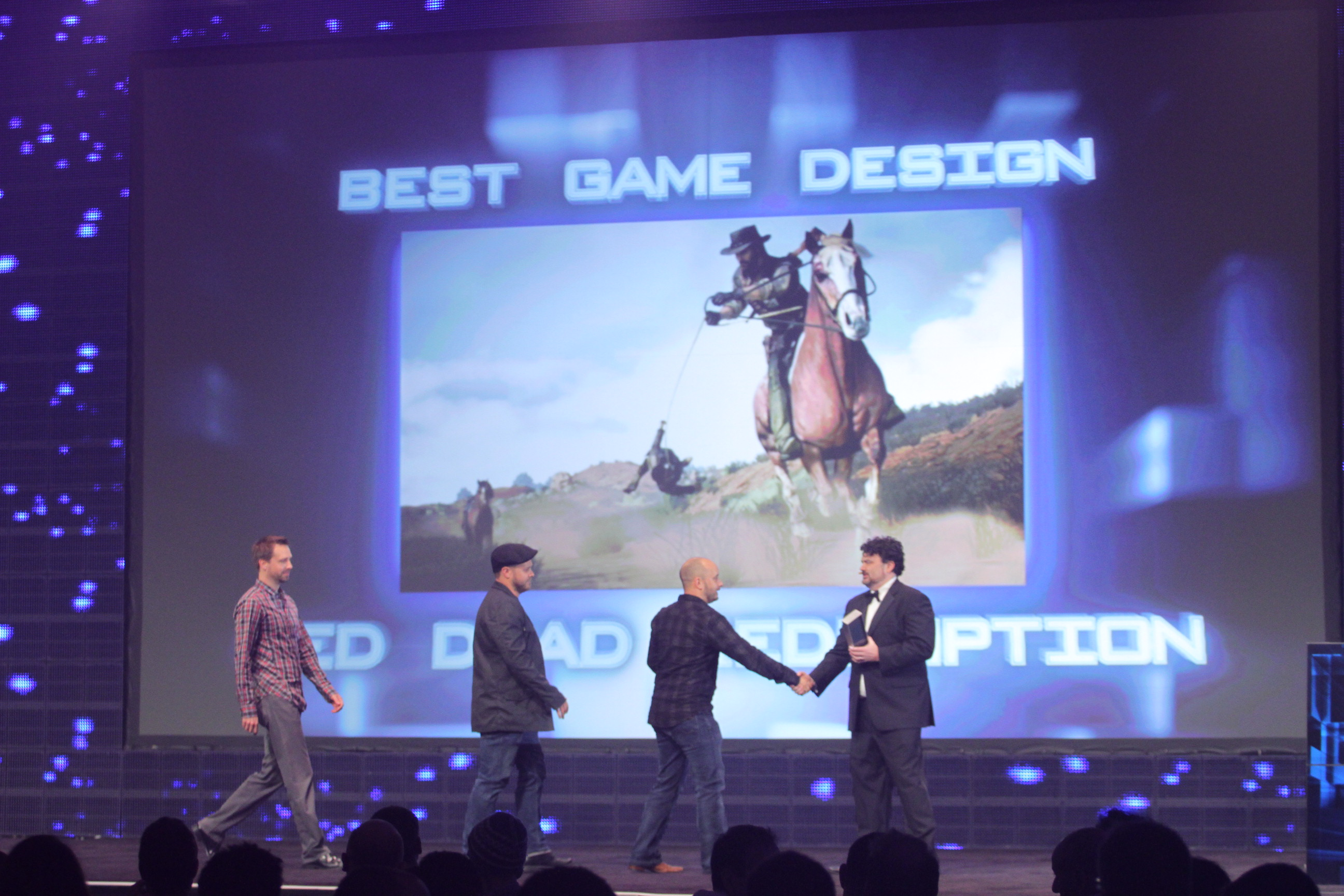
V kategorii herní design se také pořádají mnohé konference a soutěže a jejich výhra je prestižním oceněním návrhářů

Herní design je proces tvorby a vývoje videoher, zahrnující návrh herní mechaniky, pravidel, úrovní a celkového zážitku pro hráče. Propojuje umělecké obory jako počítačová grafika, psaní a kreslení s dovednostmi počítačového programování. Herní designéři jsou klíčoví pro herní průmysl a většinou zastávají jednu z nejdůležitějších rolí při tvorbě videohry. Zaměřují se na hráče samotné a jejich prožitek ze hry. Často také vymýšlejí nové kreativní inovace, které dokážou hru zpestřit a odlišit od ostatních. Bez kvalitního herního designu by hry postrádaly vizi, přitažlivý obsah a herní mechaniky. Příklady úspěšných her, jako jsou Minecraft, Fortnite nebo Zaklínač, ukazují důležitost, kterou herní design poskytuje.[zdroj?]

## Historie
První videohry byly vytvořeny po druhé světové válce počítačovými vědci, ale až v 60. a 70. letech 20. století se začaly tvořit standardní videohry, které by moderní uživatelé mohli považovat za skutečně hratelné. Za jedny z nejstarších her se považují Pong nebo Space Invaders. Do poloviny 80. let už byl herní design poměrně rozvinutý a začalo vznikat mnoho žánrů pro videohry, jako střílečky z pohledu první osoby, hry na hrdiny nebo i první online hry. Masivní růst nastal v 80. letech, a to kvůli rozvoji hardwaru a softwaru, kterým se hry jak vytváří, tak hrají.

## Klíčové prvky herního designu
Klíčové prvky herního designu zahrnují několik aspektů, které společně formulují herní zážitek a určují úspěšnost herního produktu. Mezi tyto prvky patří hlavně mechanika, dynamika a estetika, které tvoří takzvaný MDA framework. Tento rámec slouží jako formální nástroj pro vývoj a analýzu her, jehož cílem je lépe pochopit, jak hry fungují.
Mechanika představuje základní kameny hry, jako jsou pravidla, algoritmy a systémy, které definují interakci hráče s herním světem. V praxi to jsou například povolené akce hráčů nebo herní cíl.
Dynamika popisuje způsoby, jakými mechanika interaguje s hráčem. Zahrnuje tedy například, jak dlouho hra obvykle trvá, strategie hráčů a podobně.
Estetika zahrnuje emocionální prožitky hráče při interakci se hrou, jako jsou smutek, smích, radost a tak dále.

## Proces tvorby her

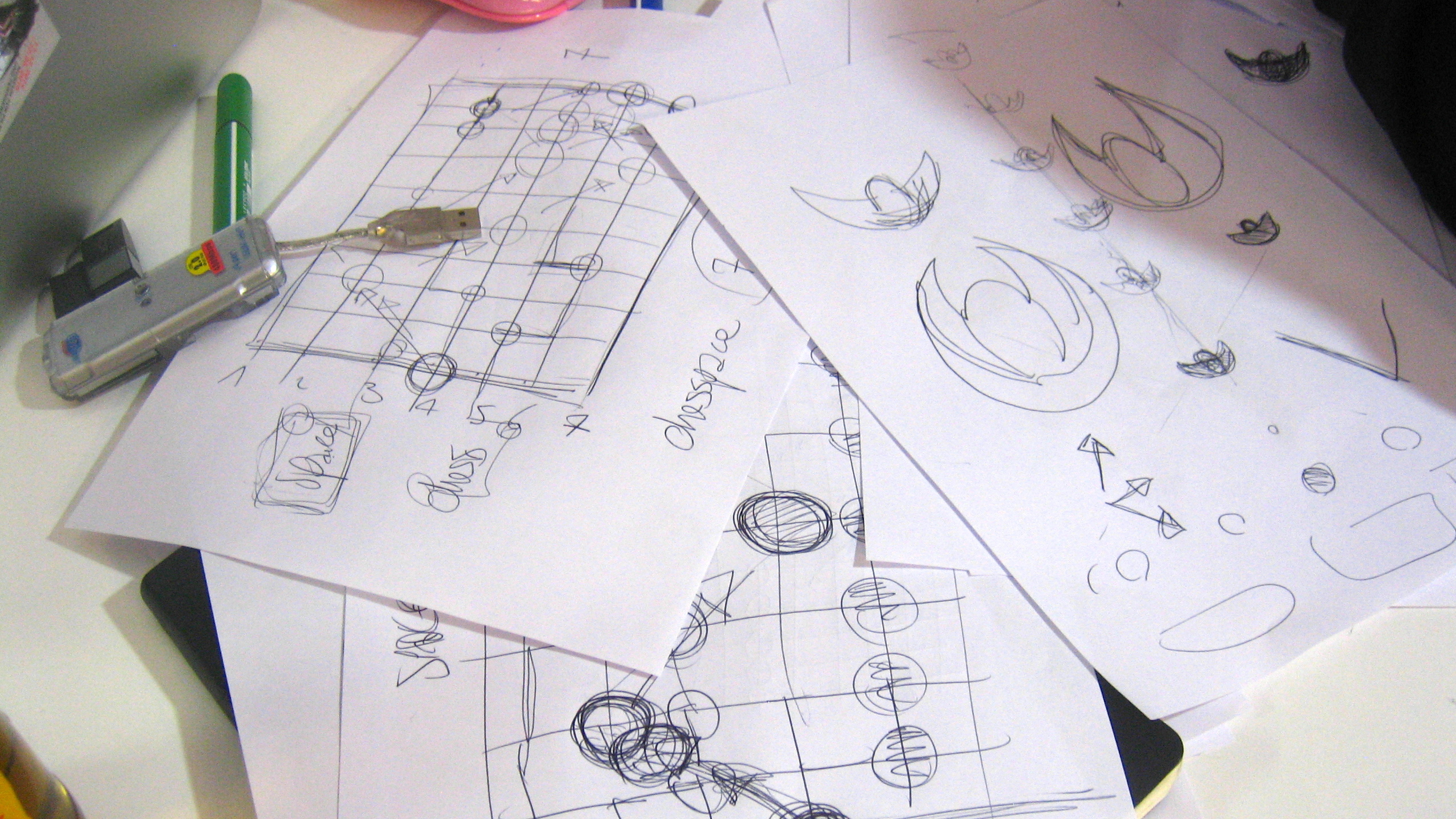
Ručně dělané návrhy hry z Game Jamu

Tvorba her využívá složky programování, počítačové grafiky, vyprávění příběhu i běžné kresby k vytváření komplexních světů a příběhů. Hry jsou dnes implementovány na všech běžných elektronických zařízeních (počítače a notebooky, dotykové tablety a chytré telefony až po specializované herní konzole). Proces tvorby je ovlivněn především dostupnými technologiemi, jejichž vývoj se řídí Moorovým zákonem.
Proces lze rozdělit do několika fází: koncept, design a programování a postprodukce.

### Koncept
Koncept ve smyslu videoherního designu je původní nápad. Je uveden ve formě dokumentu a popisuje např. velikost týmů, cílovou skupinu produktu, nebo vzhled a žánr videohry.[zdroj?]

### Design a programování

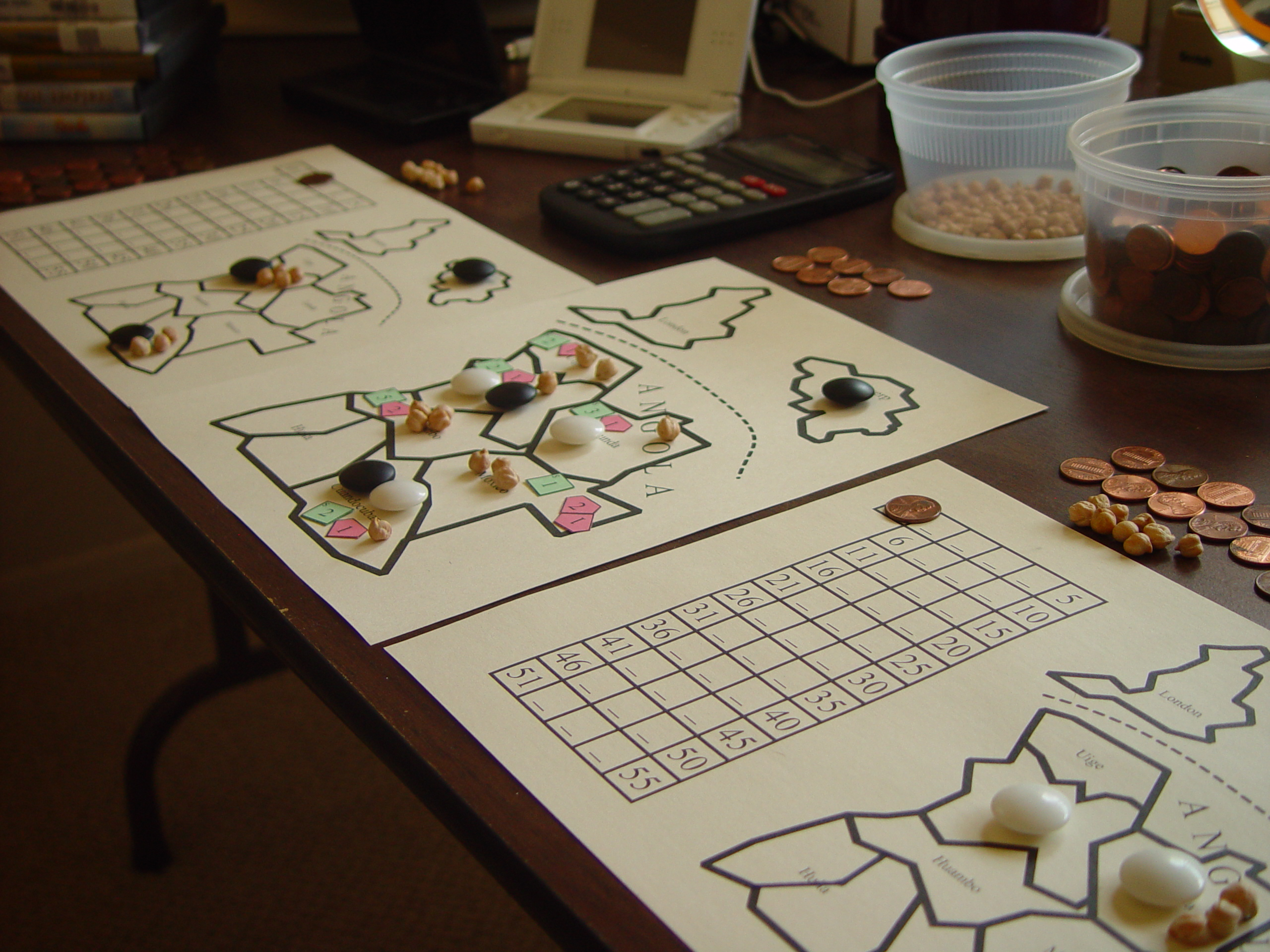
Papírový prototyp videohry Diamond Trust of London pro konzoli Nintendo DS

Designerský tým navrhuje a zpracovává modely, prostředí a nástroje ve kterých budou tvořeny. Ty následně předkládá týmu programátorů. Podstatnými aspekty jsou plánovaná platforma, programovací jazyk (běžně používané jsou C++, C#, Java a Python) a engine. Nejdůležitějším úkolem herního návrháře je tvorba Game Design Dokumentu (GDD), podle kterého postupují všechny týmy. Schopný návrhář by se tedy měl vyznat v široké škále oblastí (např. psychologie, grafika, zvuk, programování). Programátoři poté implementují plánované mechaniky a tvoří nástroje, které vývoj hry dále usnadňují.[zdroj?]

### Postprodukce
Přestože je produkt průběžně testován samotným týmem, po dokončení majoritní části prochází dalším testováním profesionálními testery a následným laděním pro zajištění úplnosti. Důležitou roli v této fázi zastává marketing, který připravuje vypuštění hry a tato fáze je klíčovou pro generování zisku.[zdroj?]

## Nástroje a technologie

### Herní engine
Herní engine poskytuje vývojářům užitečné nástroje. Existuje mnoho druhů enginů, od jednoduchých knihoven pro specifické účely až po komplexní enginy zahrnující vlastní nástroje. Populárními jsou Unity a Unreal engine – oba jsou součástí skupiny komplexních enginů.[zdroj?]

#### Unity
Unity je multiplatformní herní engine pro tvorbu 2D i 3D her od společnosti Unity Technologies. Využívá jazyky C# a UnityScrypt. Je vhodný pro sestavování her určených pro mnoho platforem a díky své uživatelské přívětivosti je využíván indie tvůrci (videohry Cuphead, Ori and the Blind Forest) i velkými herními studii (Hearthstone, Subnautica). Jeho výhodou je zabudovaná fyzika objektů.

#### Unreal Engine
Unreal Engine byl vyvinut firmou Epic Games primárně pro střílečky z pohledu první osoby.[zdroj?] Podporuje programovací jazyk C++ a kvůli jeho náročnosti a komplexnosti je využíván především velkými herními studii (tituly jako Black Myth: Wukong či Marvel Rivals).[zdroj?]

### Grafické nástroje
Úkolem grafiků je vytvořit grafické assety, které se následně používají jako textury či modely a jsou dále animovány.[zdroj?]

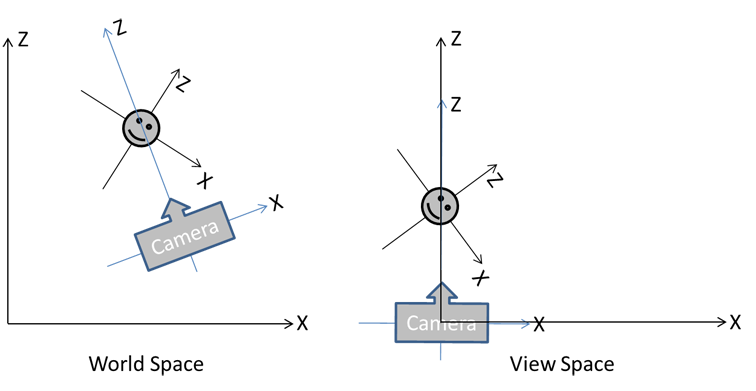
Souřadnicová transformace z prostředí světa do prostředí pohledu

Pro 3D grafiku:
- Autodesk Maya
- Blender
- 3D Studio Max

Pro 2D grafiku:
- Adobe Photoshop
- Gimp

### Zvukové nástroje
Zvukař vybírá a tvoří nejen hudbu, ale také zvuky, vznikající při interakci s videohrou. Proto jsou často vybírání profesionálové z filmového průmyslu.
- Audacity
- Sibelius
- Audioscore Ultimate